# Кусама Яйої
Яйої Кусама (草間 彌生 Kusama Yayoi, нар. 22 березня 1929) — японська художниця. Її живопис, колажі, м'які скульптури, перформанси та інсталяції поділяють одержимість повтором, візерунками, акумуляцією. Її роботи мають риси фемінізму, мінімалізму, сюрреалізму, ар брют, поп-арту і абстрактного експресіонізму, наповнені автобіографічним, психологічним і сексуальним змістом. Кусама описує себе як «нав'язливу художницю». Також, письменниця і поетеса, вона створила помітні роботи в кіно і дизайні одягу. Має психічне захворювання. 12 листопада 2008 року на аукціоні Крісті роботу Кусами продали за $5100000, рекорд для живої жінки-мисткині.

## Життєпис і творчість
Народилася у Мацумото, префектура Нагано, з дитинства її переслідують галюцинації та нав'язливі думки, часто суїцидального характеру.
На початку кар'єри почала покривати поверхні (стіни, підлогу, полотна, а потім повсякденні предмети та оголених асистентів) малюнком у горошок, що стало її фірмовим знаком. Великі поля горошку, або «мережі нескінченності», як називає їх авторка, безпосередньо взято з власних галюцинацій.
Кусама вчилася всього близько року у Школі мистецтв і ремесел у Кіото в 1948. Покинула батьківщину і переїхала до Нью-Йорку, 1957. Кусама була дуже амбітною, використовувала своє становище неамериканської жінки та історію психічної хвороби, щоби створити яскравий публічний імідж. Під час перебування в США швидко завоювала репутацію лідерки авангардного руху.
Організувала події в Центральному парку і на Бруклінському мосту, часто з використанням оголеного тіла та як протест проти В'єтнамської війни, створювала величезні картини, відомі як «Infinity Net Paintings», що складалися з повторюваних маленьких точок фарби. Цей живопис добре сприйняв художник Дональд Джадд, який бачив в її роботі відображення естетики мінімалізму.
На початку 1960-х Кусама почала покривати предмети, як-от сходи, взуття та стільці, білими фалічними виступами. «Акумуляція N 2» (1962) — це диван, оббитий м'якими відростками з тканини, що виглядають абсурдно й загрозливо. Ці роботи були безпосередніше пов'язані з сексуальністю та ідентичністю, ніж живопис Кусами. Виступи, що покривають об'єкти, виглядали як пародія на фалічну владу.
Приблизно в цей же час почала створювати інсталяції, що часто включають фалічні виступи, як-от «Infinity Mirror Room — Phalli's Field» (1965). Тут використано фірмовий горошок, щоб декорувати об'єкти, поміщені в дзеркальну кімнату, створюючи ілюзію нескінченного сюрреалістичного поля об'єктів.
Кусама також створювала колажі з фотографій цих об'єктів та інсталяцій, використовуючи в них свої фотографії. Між 1967 і 1969 роками вона зосередилася на перформансах, що проводять максимально публічно, зазвичай з використанням малюнка в горошок на тілах голих учасниць та учасників, як «Grand Orgy to Awaken the Dead» у Скульптурному саду Музею сучасного мистецтва в Нью-Йорку (1969). Ці роботи забезпечили Кусамі перебування в центрі уваги як художниці та неординарної особистості.
Під час перебування в Нью-Йорку творчість Кусами пов'язана як з мінімалізмом, так і з поп-артом, але ніколи не належала виразно до одного руху, оскільки постійно розвивалась.
Кусама працювала дуже продуктивно, але не заробляла творчістю.
Повернулася до Японії через поганий стан здоров'я 1973 року. Залишивши Нью-Йорк, була практично забута як художниця до кінця 1980-х і початку 1990-х, коли кілька ретроспектив відродили до неї міжнародний інтерес. Іншою поворотною точкою стала участь у Венеційському бієнале 1993 року, де вона представляла Японію.
Її мистецтво в цей час звертається до мотивів її ранніх скульптур, наприклад «Shooting Stars» (1992), які поєднують фалічні виступи з сітчастою структурою. Ці пізні роботи розвинули театральність ранніх інсталяцій та перформансів, з використанням основних кольорів і точок.
Яйої Кусама виставлялася з Класом Олденбургом, Енді Ворголом, Джаспером Джонсом, представляла Японію на Венеційському бієнале в 1993, 1998 і 1999 роках, великі ретроспективи її робіт пройшли в США і Японії.
Сьогодні живе в психіатричній лікарні в Токіо, де продовжує створювати роботи із середини 1970-х. Її студія розташована поруч із клінікою.